# White Airways
White Airways (ursprünglich Yes - Linhas Aéreas Charter) ist eine portugiesische Fluggesellschaft mit Sitz in Lissabon und Basis auf dem Flughafen Lissabon-Portela. Das Unternehmen hat sich auf ACMI-Vermietungen spezialisiert und setzt seine Flotte primär für andere Fluggesellschaften ein.

## Geschichte

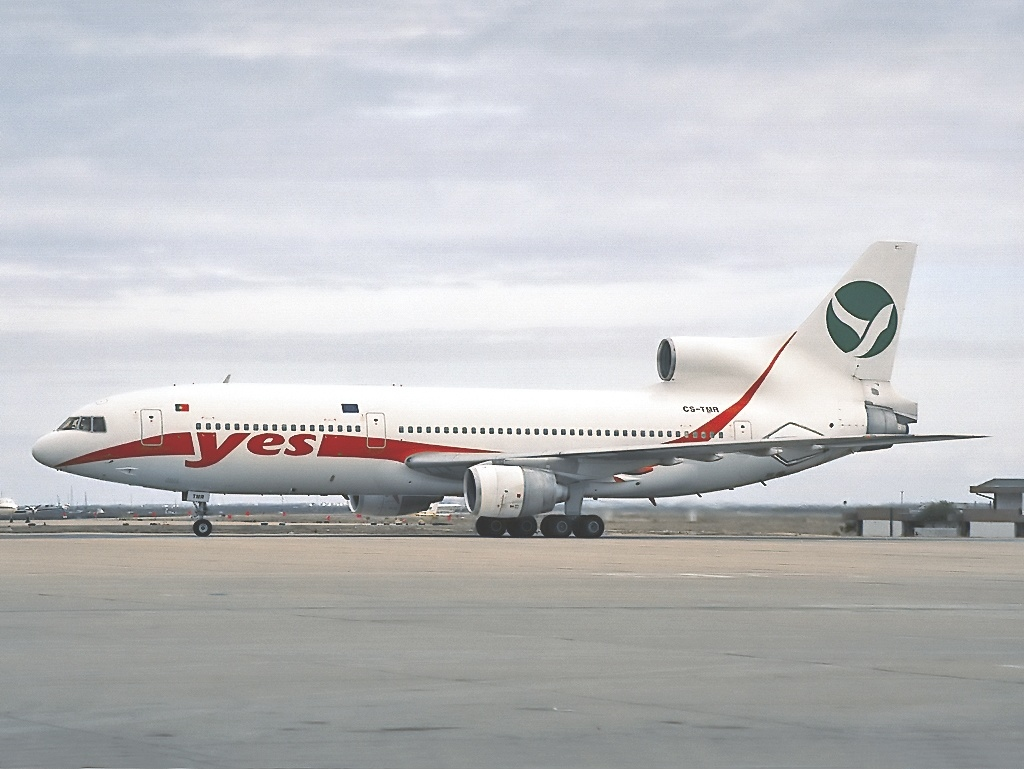
Lockheed Tristar der Ursprungsgesellschaft Yes

Yes - Linhas Aéreas Charter (ICAO-Code: YSS, Rufzeichen: YOUNG SKY) wurde am 19. Januar 2000 in Form eines Joint-Ventures von TAP Air Portugal und dem portugiesischen Reiseveranstalter Viagens Abreu als Charterfluggesellschaft gegründet. Ursprünglich besaß TAP eine 51%ige Beteiligung an dem Unternehmen, während Viagens Abreu 49 % der Gesellschaftsanteile hielt. Die Aufnahme des Flugbetriebs erfolgte im Juni 2000 mit einem von Air Luxor im Wetlease gemieteten Lockheed L-1011-500 Tristar und einem von TAP übernommenen Airbus A320-200, der von GECAS geleast war. Während der Tristar primär auf von Lissabon ausgehenden Langstreckenflügen nach Brasilien, Mexiko und in die Dominikanische Republik zum Einsatz kam, wurde der geleaste Airbus für die Dauer der Sommersaison auf Charterflügen innerhalb Europas genutzt. Als Ersatz für den Airbus A320 stellte die Gesellschaft im April 2001 einen zweiten Lockheed Tristar in Dienst. Zusätzlich wurde von April bis November 2003 eine Boeing 767-300ER von Icelandair im Wetlease gemietet. Aufgrund der hohen Verluste im Chartergeschäft entschied sich TAP im Jahr 2003 zu einer Neuausrichtung des Unternehmens und übernahm 75 % der Gesellschaftsanteile.
Yes - Linhas Aéreas Charter wurde zum Jahresbeginn 2004 in White (damals noch ohne den Zusatz Airways) umfirmiert und der Schwerpunkt auf die Durchführung von ACMI-Einsätzen im Auftrag andere Fluggesellschaften gelegt. Hierzu setzte die Gesellschaft anfangs einen Lockheed Tristar ein, der von ihrer Vorgängerin stammte. Als zweites Flugzeug wurde im Juni 2005 ein Airbus A310-300 übernommen.
Ende 2006 verkaufte TAP ihre Gesellschaftsanteile an den Mischkonzern Omni Aviação. Heute befindet sich White Airways zu 100 % in dessen Besitz.

## Flotte

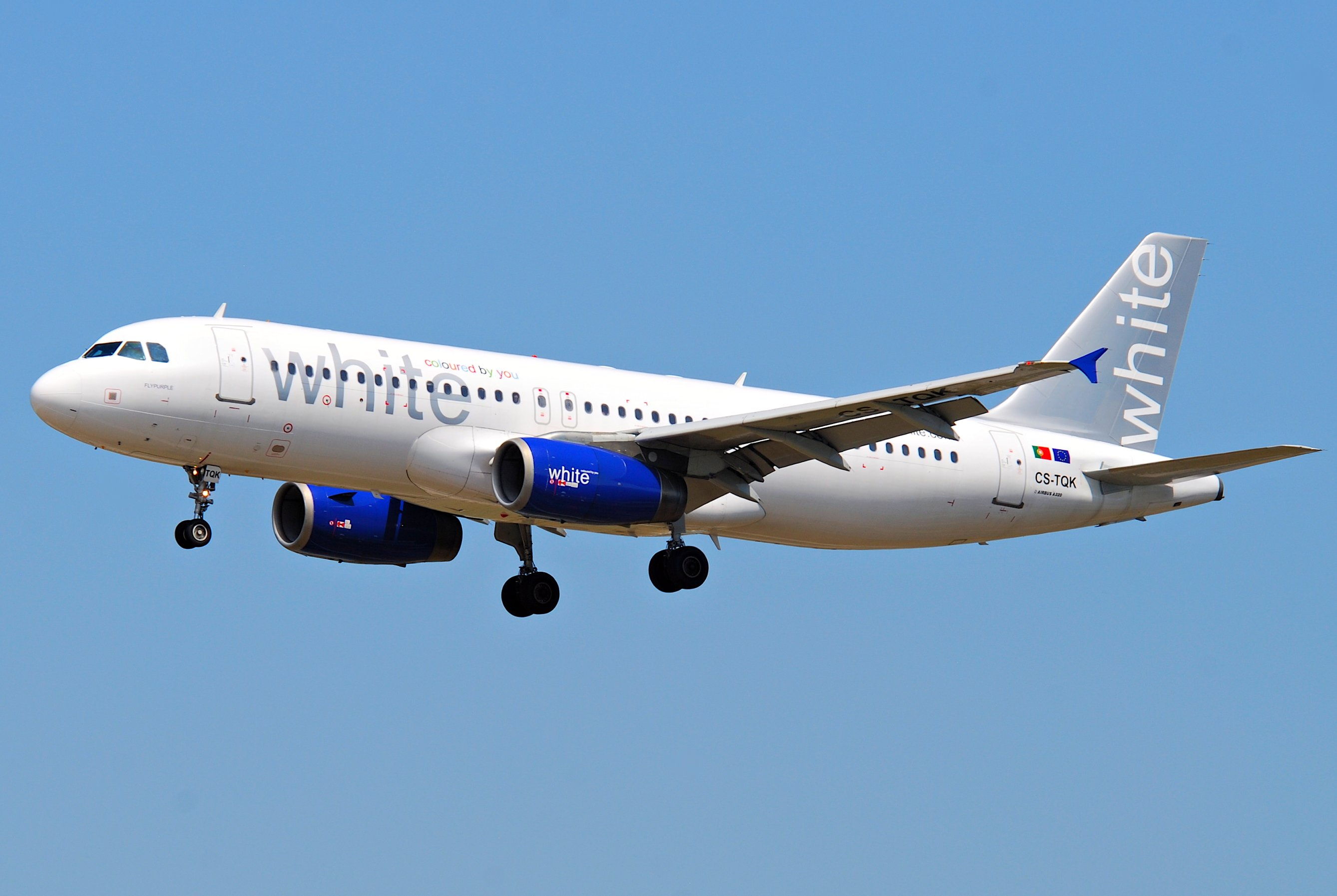
Airbus A320-200 der White Airways

### Aktuelle Flotte
Mit Stand April 2025 bestand die Flotte der White Airways aus fünf Flugzeugen mit einem Durchschnittsalter von 16,8 Jahren:
| Flugzeugtyp      | aktiv | bestellt | Anmerkungen                                                              | Sitzplätze (First/Business/Eco) | Durchschnittsalter |
| ---------------- | ----- | -------- | ------------------------------------------------------------------------ | ------------------------------- | ------------------ |
| Airbus A319LR    | 1     |          | inaktiv                                                                  | 48 (-/48/-)                     | 19,6 Jahre         |
| Airbus A319 ACJ  | 1     |          | inaktiv                                                                  | VIP                             | 19,6 Jahre         |
| Airbus A320-200  | 1     |          |                                                                          | 186 (-/-/186)                   | 20,0 Jahre         |
| Boeing 737-800   | 1     |          | mit Winglets ausgestattet; inaktiv; betrieben für CEIBA Intercontinental | 146 (-/20/126)                  | 10,8 Jahre         |
| Boeing 777-200LR | 1     |          | inaktiv; betrieben für CEIBA Intercontinental                            | 250 (22/28/200)                 | 13,9 Jahre         |
| Gesamt           | 5     | -        |                                                                          |                                 | 16,8 Jahre         |

### Ehemalige Flugzeugtypen
Bis Mitte Mai 2016 betrieb die Gesellschaft einen Airbus A310. Sie war damit neben Azores Airlines und Tarom die drittletzte europäische Fluggesellschaft, die den Flugzeugtyp für Passagierflüge eingesetzt hatte. Im Sommer 2007 flog ein Airbus A330 drei Monate lang für White. Die in den Jahren 2007/2009/2011 übernommenen Airbus A319 wurden bis 2017 betrieben. Eine Airbus A321-200, welche zuvor bei Condor im Dienst war, wurde vom Juli 2018 bis November 2019 von White betrieben.
- ATR 72-600